# Gulryggig visslare
Gulryggig visslare (Pachycephala aurea) är en fågel i familjen visslare inom ordningen tättingar.

## Utbredning och systematik
Fågeln förekommer lokalt från Weyland till Sudirmanbergen på sydöstra Nya Guinea. Den behandlas som monotypisk, det vill säga att den inte delas in i några underarter.

## Status
IUCN kategoriserar arten som livskraftig.